# 검은새도둑주머니쥐
검은새도둑주머니쥐(Caenolestes fuliginosus)는 새도둑주머니쥐과에 속하는 새도둑주머니쥐의 일종이다. 비단새도둑주머니쥐 또는 에콰도르새도둑주머니쥐라고도 불린다. 안데스산맥의 고산 지대 숲과 목초지에서 서식하는 작은 유대류이다. 콜롬비아와 에콰도르 그리고 베네수엘라 북서부 지역에 분포한다. 새도둑주머니쥐목에 속하는 6종의 현존 종 중에서 가장 많이 알려져 있다.

## 아종
- Caenolestes fuliginosus centralis
- Caenolestes fuliginosus fuliginosus
- Caenolestes fuliginosus obscurus